# Ultimogenitura
L'ultimogenitura, nota anche come postremogenitura o diritto minore, è la tradizione di assegnare all'ultimogenito una posizione privilegiata nella successione ai beni o all'ufficio di un genitore. La tradizione è storicamente molto più rara della primogenitura (concessione dell'eredità o del titolo esclusivamente al primogenito) o dell'eredità parziale (divisione dell'eredità tra tutti i figli).

## Vantaggi e svantaggi
L'ultimogenitura potrebbe essere considerata appropriata nelle circostanze in cui al figlio più giovane fosse assegnato l'incarico di "mantenere il focolare", prendendosi cura dei genitori e continuando a vivere in casa, mentre i figli più grandi hanno avuto tempo e opportunità per avere successo nel mondo e provvedere a se stessi. In una variante del sistema, i figli più grandi potrebbero aver ricevuto una quota di terra e beni mobili in giovane età, ad esempio quando si sono sposati e hanno fondato la propria famiglia. L'ultimogenitura potrebbe anche essere considerata appropriata per le proprietà di governanti e proprietari anziani, i cui figli sono probabilmente adulti maturi.
Ci sono diversi svantaggi per i reami e le famiglie che adottano l'ultimogenitura. Uno di questi è il fatto che i fratelli più grandi, in particolare i primogeniti del gruppo in questione, saranno fortemente incentivati a eludere la tradizione, ancor più se l'ereditarietà della primogenitura è un concetto familiare. Inoltre, poiché i fratelli maggiori probabilmente hanno più tempo e opportunità per ottenere potere, ricchezza, esperienza e influenza prima dell'eredità semplicemente perché sono nati prima, le tradizioni di ultimogenitura potrebbero essere ignorate o addirittura eliminate.
La coercizione, l'assassinio, il fratricidio o persino il parricidio potrebbero essere commessi e sostenuti da tutti i vantaggi che un fratello maggiore avrebbe, in modo tale da aggirare l'ultimogenitura. Per chiarire, chi vive in un sistema di ultimogenitura ha maggiore incentivi a commettere gli atti menzionati di chi vive in un altro sistema. Per esempio, secondo la tradizione della primogenitura, i fratelli più piccoli guadagnano terreno se riescono a ignorare la tradizione, ma i fratelli maggiori hanno ancora i vantaggi sopra menzionati. Le tradizioni di primogenitura tendono quindi a persistere.

## Esempi di utilizzo
- Molte tradizioni folcloristiche in tutto il mondo includono figure importanti in cui a succedere al padre sono stati i figli più giovani, anche se sono soggetti a varie interpretazioni. Diversi importanti personaggi biblici - tra cui Isacco, Giacobbe e Davide[1] - sono descritti come i figli più giovani dei loro padri, portando alcuni studiosi a proporre l'idea che all'alba della civiltà ebraica vi fosse una pratica di ultimogenitura anche se questa forma di eredità non sia sposata dal testo biblico.[2] In alcuni antichi miti greci, la regalità era conferita con il matrimonio con una ninfa tribale, che era selezionata secondo un sistema di ultimogenitura o dopo aver trionfato in una competizione.[3]
- In Inghilterra, l'ultimogenitura patrilineare (cioè l'ereditarietà del figlio maschio superstite più giovane) è conosciuta come "Borough English",[4] per la sua antica pratica in vari antichi distretti inglesi.[5] Era applicata solo con coloro che erano morti senza aver fatto testamento e spesso, anche se non universalmente, includeva anche il principio di ereditarietà del fratello minore del defunto qualora egli non avesse figli.[5] Meno spesso, la pratica fu estesa alla figlia più giovane, alla sorella, alla zia, ecc.[5] La sua origine è molto controversa, sebbene i Normanni - che generalmente praticavano la primogenitura - la considerassero un'eredità sassone.[4] Da un caso giudiziario del 1327 si evince che fosse praticata nel burgh inglese di Nottingham ma non del distretto "francese" di quella città.[6] La tradizione è stata notata anche in molte zone rurali dell'Inghilterra dove le terre erano tenute in possesso da dei "soke", degli inquilini liberi.[5] Si verificò anche in alcuni manieri dell'Hampshire, del Surrey, del Middlesex,[5] del Suffolk e del Sussex,[4] dove l'usanza manorialista dettava che la forma di trasmissione di eredità preferibile dovesse essere l'ultimogenitura.
- Nel ducato tedesco di Sassonia-Altenburg, le proprietà terriere passavano tradizionalmente al figlio più giovane, che poteva quindi impiegare i suoi fratelli maggiori come lavoratori agricoli.[7]
- In India, l'ultimogenitura matrilineare è praticata dal popolo Khasi di Meghalaya, in cui l'eredità viene tradizionalmente tramandata alla figlia più giovane. Sebbene le parti della proprietà siano divise tra fratelli, la maggior parte della quota, incluso il "focolare ancestrale", viene assegnata alla figlia più giovane (ka khadduh), dalla quale ci si aspetta che si prenderà cura dei genitori anziani, così come dei fratelli non sposati. Di conseguenza, il matrimonio con la figlia più giovane è uxorilocale, in contrasto con il matrimonio con gli altri fratelli, che è neolocalizzato.
- Tra la comunità cristiana siriana malabarese del Kerala, nel sud dell'India, viene praticata una variante di ultimogenitura in cui il figlio più giovane ottiene la casa ancestrale (tharavad) e le proprietà adiacenti e si presume che si prenderà cura dei suoi genitori anziani, mentre i suoi fratelli maggiori ottengono una parte minore della proprietà sebbene vivano separatamente. Le figlie ricevono una dote generosa ma tradizionalmente non ricevono in eredità quote delle proprietà dei genitori.[8][9] Solo se non ci sono figli, il marito della figlia minore viene formalmente accolto dalla famiglia come figlio adottivo (dathu puthran) per svolgere il ruolo che avrebbe avuto il figlio più giovane.[8][9]
- In alcune zone del sud-ovest del Giappone, la proprietà era tradizionalmente suddivisa secondo una versione modificata dell'ultimogenitura conosciuta come masshi souzoku (末子 相 続). Una proprietà era distribuita in parti uguali tra tutti i figli, tranne per il fatto che i più giovani ricevevano una quota doppia come premio per la cura dei genitori anziani nei loro ultimi anni. Indagini ufficiali condotte durante i primi anni dell'era Meiji hanno dimostrato che la forma familiare più comune in tutto il paese durante il periodo Edo era caratterizzata da una struttura staminale, di discendenza patrilineare, residenza patrivirilocale e primogenitura patrilineare. Questa combinazione di ereditarietà e ultimogenitura era talvolta utilizzata in alcune zone del sud-ovest.[10]
- Tra i Mongoli, ogni figlio riceveva parte della mandria di famiglia quando si sposava. I figli più grandi ricevevano più capi di quelli più giovani ma il luogo di residenza ancestrale era ereditato dal più giovane insieme alla sua parte di mandria.[11] Allo stesso modo, ogni figlio ereditava parte delle terre e dei pascoli della famiglia, con i figli più grandi che ricevevano più di quelli più giovani ma più lontano dalla tenda di famiglia. Le unità famigliari restavano spesso abbastanza vicino per favorire una stretta collaborazione, anche se nelle famiglie estese inevitabilmente i legami si indebolivano dopo un paio di generazioni. Allo stesso modo, l'impero di Gengis Khan fu diviso tra tutti e quattro i suoi figli ma la terra d'origine, la Mongolia, venne ereditata dal suo figlio più giovane, Tolui.[12]
- I Kachin della Birmania settentrionale e della Cina meridionale educano tradizionalmente i figli maggiori ad andarsene di casa al momento della maturità, lasciando che il figlio più giovane erediti la proprietà di famiglia.[13]